# Western Pacific Railroad

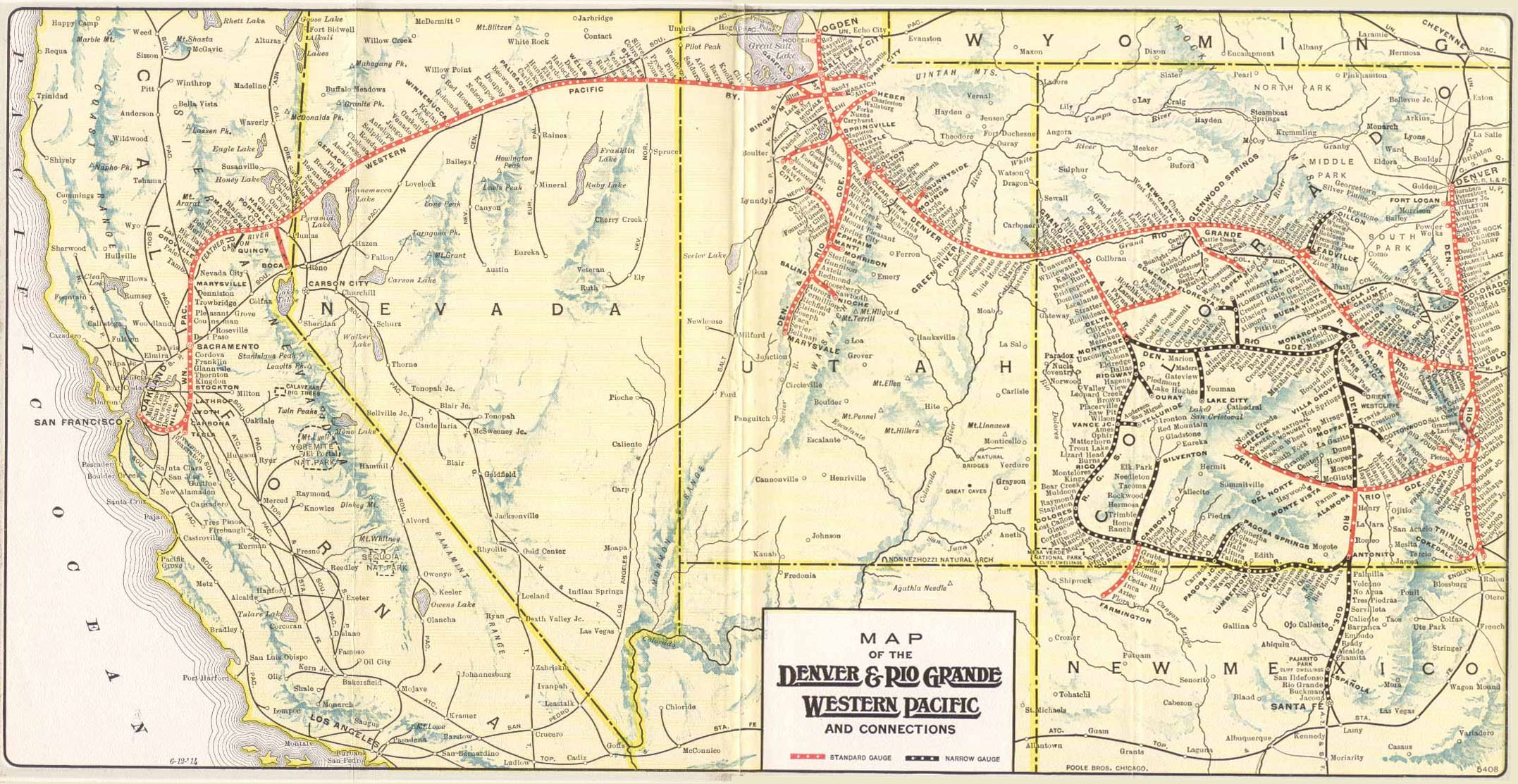
Schematische Streckenkarte der WP und der Denver and Rio Grande Western Railroad von 1930.

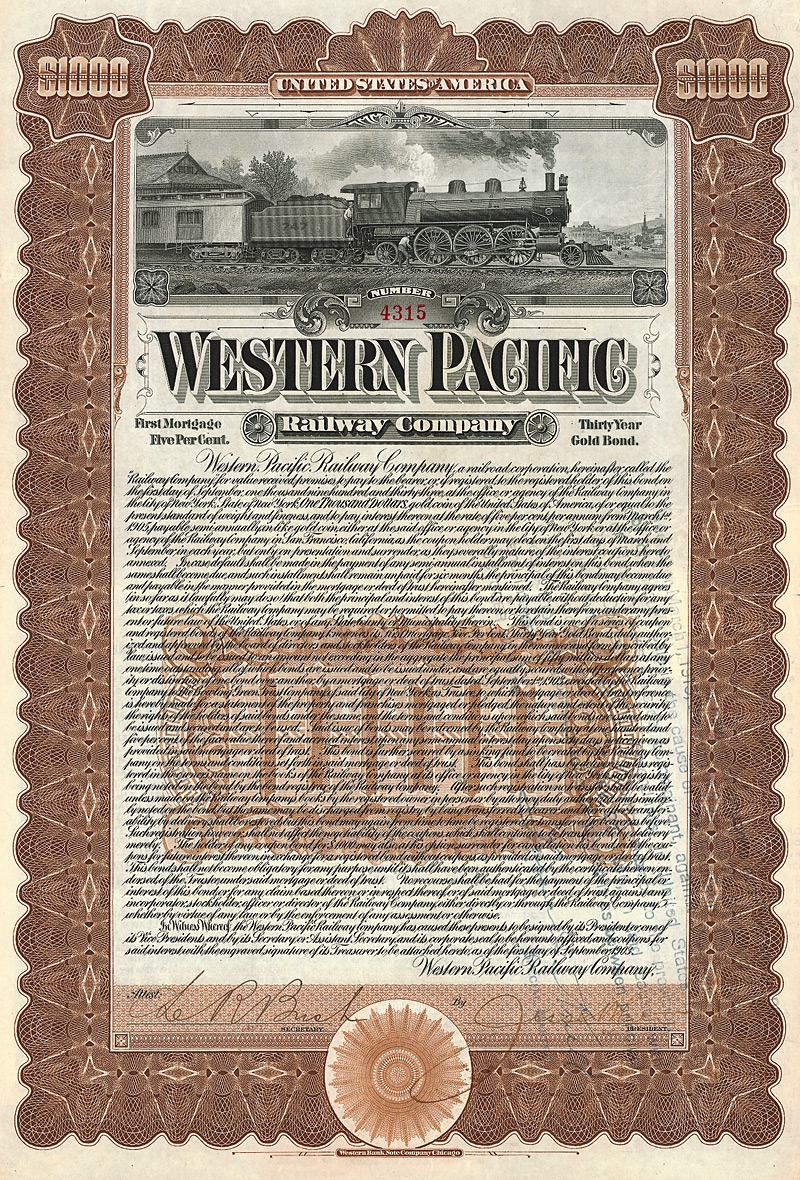
Goldbond über 1000 $ der Western Pacific Railway Company vom 1. September 1903

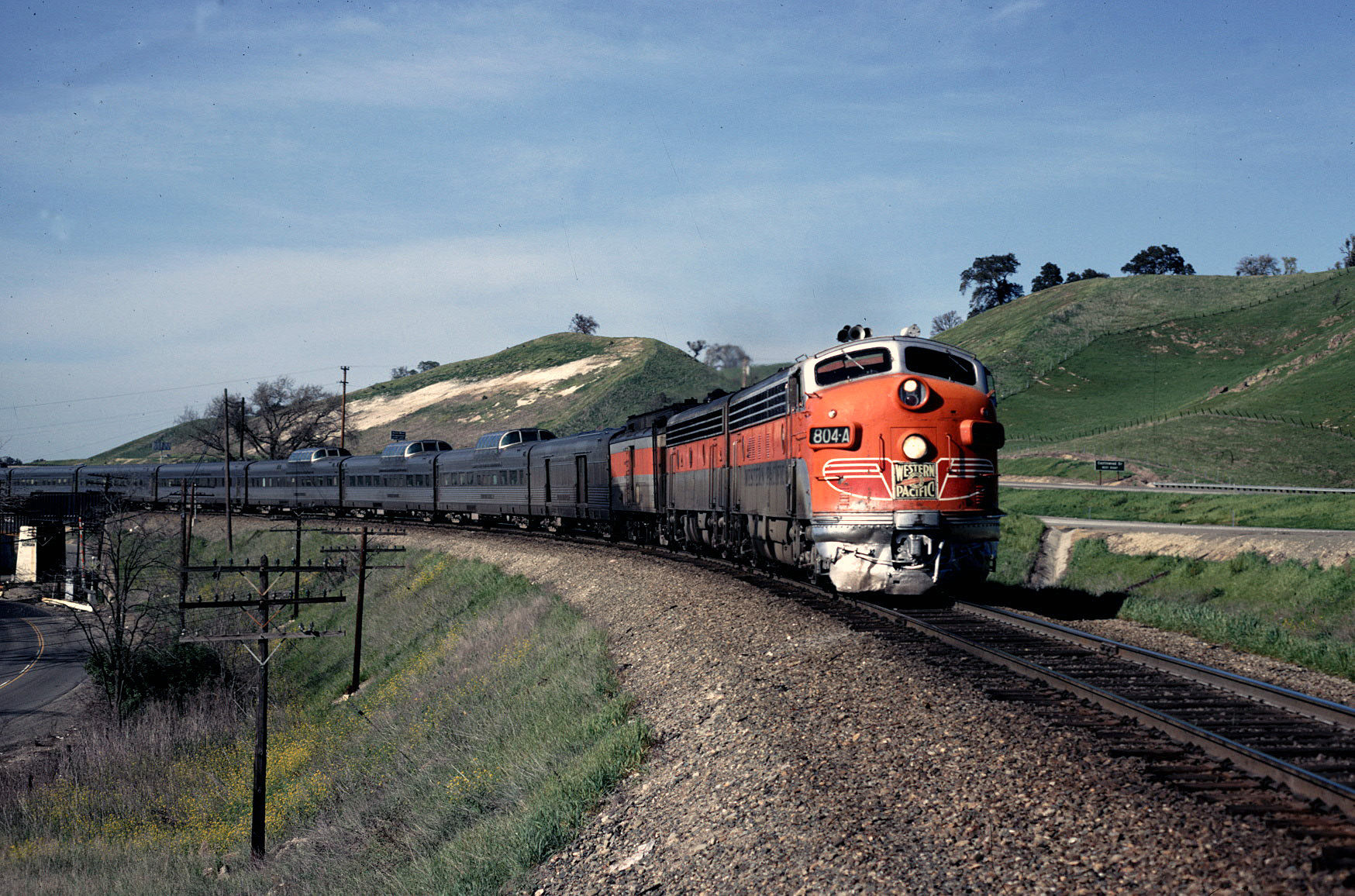
Zug der Western Pacific Railroad im März 1970

Die Western Pacific Railroad (abgekürzt WP) ist eine ehemalige Eisenbahngesellschaft in den Vereinigten Staaten. Sie betrieb eine Hauptstrecke von Salt Lake City nach San Francisco und zahlreiche Zweigstrecken in Kalifornien, die teilweise Tochtergesellschaften, wie beispielsweise der Sacramento Northern Railway, der Tidewater Southern Railway, der Indian Valley Railroad und der Deep Creek Railroad gehörten.

## Geschichte
Die Gesellschaft wurde am 3. März 1903 als Western Pacific Railway gegründet und eröffnete die knapp 1500 Kilometer lange normalspurige Strecke für den Güterverkehr am 1. Dezember 1909 und für den Personenverkehr am 22. August 1910. George Goulds Denver and Rio Grande Western Railroad hielt die Aktienmehrheit des Unternehmens. Die Baukosten betrugen mit 78 Millionen Dollar doppelt so viel wie geplant. Damit standen nicht mehr genug finanzielle Mittel zum Erwerb von Nebenstrecken zur Verfügung, so dass nicht genug Verkehr akquiriert werden konnte, um die Kreditkosten zu decken. Die Western Pacific Railway musste deshalb 1915 Konkurs anmelden. 1916 wurde die Gesellschaft als Western Pacific Railroad neu gegründet, die das Vermögen der Western Pacific Railway ersteigerte. Die Bahngesellschaft Western Pacific Railroad Company war eine vollständige Tochter der ebenfalls neu gegründeten „Western Pacific Railroad Corporation“. Eigentümer von bevorrechtigten Anleihen der früheren Western Pacific Railway erhielten das Recht entsprechende Aktien dieser Gesellschaft zu erwerben. Die Western Pacific Railroad Corporation besaß außerdem 50 % der Aktien der Denver and Rio Grande Western Railroad.
1926 kam die WP unter die Kontrolle von Arthur C. James, der auch schon wesentliche Anteile an der Great Northern, der Northern Pacific und der Chicago, Burlington & Quincy hielt. Um die Strecke der WP mit dem Netz der Great Northern zu verbinden, baute man eine Strecke vom Keddie Wye nach Bieber, die 1931 eröffnet wurde.
Am 2. August 1935 musste erneut eine Insolvenzverwaltung angeordnet werden. In der folgenden Zeit erfolgte eine Reorganisation der finanziellen Verhältnisse bis zum 29. Dezember 1944. 1970 wurde die Bahngesellschaft in eine 100%ige Tochter der neu gegründeten Western Pacific Industries umgewandelt. Mit Wirkung des 4. April 1979 wurde die Bahngesellschaft im Rahmen eines Management-Buy-out wieder selbständig. 1982 wurde die Western Pacific Railroad zusammen mit der Missouri Pacific Railroad von der Union Pacific Railroad übernommen.
Der bedeutendste Zug im Netz der WP ist der California Zephyr, ein Expresszug, der zwischen Chicago und San Francisco verkehrt und ab Salt Lake City die Strecke der Western Pacific benutzt.

Logo der Western Pacific bis 1979
Logo der Western Pacific 1979 bis 1982

## Unternehmensleitung

### Präsident
- 3. März 1903–23. Juni 1905: Walter John Bartnett
- 23. Juni 1905–6. November 1913: Edward T. Jeffery
- 6. November 1913–4. März 1915: Benjamin F. Bush
- 14. Juli 1916–30. März 1927: Charles M. Levey
- 30. März 1927–31. Dezember 1931:Harry M. Adams
- 1. Januar 1932–31. Dezember 1948:Charles Elsey
- 1. Januar 1949–30. Juni 1949: Harry A. Mitchell
- 1. Juli 1949–30. Juni 1965: Frederic B. Whitman
- 30. Juni 1965–30. November 1970: Myron M. Christy
- 1. Dezember 1970–31. Dezember 1972: Alfred E. Perlman
- 1. Januar 1973–9. Juni 1982: Robert G. Flannery
- 9. Juni 1982–11. Januar 1983: Robert C. Marquis

### Chairman of the Board
- 14. Juli 1916 – 1926: Alvin W. Krech
- 1926 – 4. Juni 1941: Arthur Curtiss James
- 2. August 1935 – 31. Dezember 1944: Insolvenztreuhänder Thomas M. Schumacher und Sidney M. Ehrman
- 1. Dezember 1970 – 31. Dezember 1972: Howard A. Newman
- 1. Januar 1973 – 31. Dezember 1975: Alfred E. Perlman

## Unternehmenssitz
Bis zum 1. Oktober 1941 hatte die Bahngesellschaft ihren Sitz im Mills Building in San Francisco. Danach wechselte sie in das Gebäude 526 Mission Street.